# Tu-95LAL
Tu-95LAL (ЛАЛ, ros. Летающая Атомная Лаборатория, dosł. Latające Atomowe Laboratorium) – zmodyfikowana wersja bombowca Tu-95M posiadająca na pokładzie reaktor jądrowy. Pierwsze testy sprawdzające praktyczność napędu jądrowego w bombowcach dalekiego zasięgu rozpoczęły się w roku 1965.
W 1955 Rada Ministrów ZSRR wydała dekret nakazujący rozpoczęcie prac nad samolotem napędzanym przez reaktor jądrowy. Do prac nad płatowcem wytypowano biura Tupolewa i Miasiszczewa, a do opracowania silników biura Kuźniecowa i Lulki. W 1956 Tupolew otrzymał polecenie zbudowania samolotu, który miał służyć jako latające laboratorium, do przetestowania możliwości pracy reaktora w powietrzu i ochrony przeciwpromiennej załogi. Dwa lata później reaktor do testów był gotowy i przetestowany na ziemi, równocześnie przygotowano samolot-laboratorium, przebudowany bombowiec Tu-95M. Wykonał on 34 loty (od maja do sierpnia 1961) z reaktorem włączonym i wyłączonym, wykazując, że było możliwe podtrzymanie pracy reaktora w czasie lotu, a zastosowana ochrona była wystarczająca dla załogi i naukowców przebywających w czasie lotu w przedniej kabinie (reaktor był monitorowany zdalnie).
Następnym stadium miał być Tu-119, w którym dwa silniki turbośmigłowe miały zostać zastąpione silnikami z wymiennikami ciepła, zasilanymi energią z reaktora. Zewnętrzne silniki miały pozostać bez zmian, zasilane ze zbiorników paliwa w skrzydłach. Produkcję pierwszego Tu-119 planowano na 1965, ale program wstrzymano na etapie wstępnych projektów.